# Contact (альбом ATB)
Contact — девятый студийный альбом немецкого музыканта и продюсера электронной музыки Андре Таннебергера, выпущенный 24 января 2014 года.

## Релиз
Как и предыдущий альбом, Distant Earth, Contact был выпущен в трех вариантах: стандартная CD-версия, 2-й и 3-й компакт-диски бокс-сета, а также подарочный вариант (ограниченный тираж в 2000 экземпляров, продаваемый через Amazon).
Первый диск содержит оригинальные композиции Андре с информацией о сотрудничестве с такими артистами как Джес, Йорк, JanSoon, Stanfour, Тифф Лейси и Шон Райан. Второй диск представляет собой эмбиент-чиллаут-диск, и содержит треки, записанные при участии Штефана Эрбе или др.
Третий диск, доступный в бокс-сет-релизе, содержит ремиксы с живого выступления ATB в Нью-Йорке, и эксклюзивное видео от Андре из тура по Соединённым Штатам. Лимитированное издание содержит все три диска, 5 открыток диджея (одна из которых является ручной работой), наклейку в стиле музыканта и фирменный флаг.
По словам самого Андре, композиция When It Ends It Starts Again является его любимой композицией.

## Список композиций

### CD-1
1. АТB feat. Sean Ryan — When It Ends It Starts Again
2. АТB с Boss & Swan — Raging Bull
3. АТB и JES — Together
4. АТB feat. Stanfour — Face To Face
5. АТB c Boss & Swan — Beam Me Up
6. АТB и JES — Hard To Cure
7. АТB feat. JanSoon — Now Or Never
8. АТB feat. Sean Ryan — Straight to the Stars
9. АТB с Boss & Swan — Walking Awake
10. АТB и Taylr — Everything Is Beautiful
11. АТB feat. JanSoon — What Are You Waiting For
12. АТB feat. Формат TIFF Lacey — Still Here (АТB Гимн вариант 2014 г.)
13. АТB feat. Vanessа — Arms Wide Open
14. АТB и York feat. JES — Right Back To You

### CD-2
1. АТB — Contact
2. АТB — Trace Of Life
3. АТB feat. Stefan Erbe — When Angels Travel
4. АТB feat. Anova — Jetstream
5. АТB — Supersonic
6. АТB feat. Fade — Pacific-Аvenue
7. АТB — Red Sun
8. АТB — The Mission
9. АТB — Love The Science
10. АТB — Cursed By Beauty
11. АТB — Galaxia
12. АТB feat. Anova — Breathe

### CD-3
1. АТB feat. JanSoon — Now Or Never (Junkx Ремикс)
2. АТB с Boss & Swam — Raging Bull (Junkx Ремикс)
3. АТB feat. Stanfour — Face To Face (Rudee Ремикс)
4. АТB feat. Sean Ryan — When It Ends It Starts Again (Оригинальная инструментальная версия)
5. АТB feat. Stanfour — Face To Face (АТB-live in New York)
6. АТB и JES — Hard To Cure (АТB-live in New York)
7. Эксклюзивное концертное видео, записанное в ходе тура по Соединённым Штатам.

## Форматы
- CD+CD (двойное издание) — содержащее 26 композиций альбома;
- CD+CD+CD (тройное издание) — содержащее 34 композиции альбома.